# منوی (شهر)
منوی (شهر) (به انگلیسی: Manvi) یک زیستگاه انسانی در هند است که در ناحیه رایچور واقع شده‌است.

## خصوصیات
منوی ۱۰ کیلومترمربع مساحت و ۳۷٬۶۱۳ نفر جمعیت دارد و ۳۶۱ متر بالاتر از سطح دریا واقع شده‌است.